# Campsicnemus olympicola
Campsicnemus olympicola är en tvåvingeart som beskrevs av Octave Parent 1939. Campsicnemus olympicola ingår i släktet Campsicnemus och familjen styltflugor. Inga underarter finns listade i Catalogue of Life.